# تسويق تفاعلي

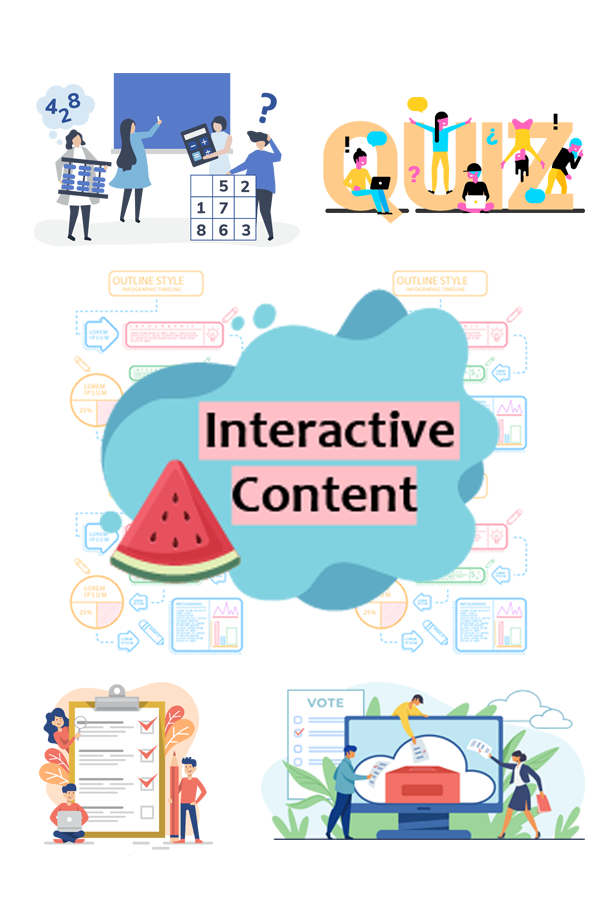
محتوى تفاعلي

التسويق التفاعلي يُشير إلى الاتجاه الناشئ في التسويق، والذي من خلاله تم نقل التسويق من جهد يستند إلى صفقة تجارية إلى محادثة. ويبرهن جون ديتون على أن التسويق التفاعلي ينطوي على «القدرة على مخاطبة فرد والقدرة على تجميع وتذكر إجابة هذا الفرد»، والذي يؤدي إلى «القدرة على مخاطبة الفرد مرة أخرى والأخذ في الحسبان قطعًا إجابته الفريدة» (ديتون 1996). والتسويق التفاعلي ليس مرادفًا للتسويق عبر الإنترنت، على الرغم من أن عمليات التسويق التفاعلي يتم تسهيلها عن طريق تكنولوجيا الإنترنت ولكنه يعتمد علي امكانية تواصل الشركات مع الافراد والعكس صحيح مما يتنج نجاحاً للشركات. وتتوفر القدرة على تذكر ما يقوله العميل عندما تكون هناك إمكانية لتجميع معلومات عن العميل عبر الإنترنت، ويمكننا أيضًا الاتصال بعملائنا بسهولة أكبر باستخدام سرعة الإنترنت. ويعتبر موقع أمازون (Amazon.com) أفضل مثال للتسويق التفاعلي، إذ يقوم العملاء بتسجيل تفضيلاتهم ويتم عرض كتب مختارة عليهم لا تتوافق فقط مع تفضيلاتهم، ولكن مع عمليات الشراء الأخيرة من جانبهم.
وقد اثبتت الدراسات إنه اعتمادًا على استخدام استراتيجيات التسويق التفاعلي، يمكن أن ترتفع الشركات معدلات المبيعات بنسبة 50-300% علي حسب مجال الشركة.

## التسويق التفاعلي - اشتراك العميل في بناء العلامة التجارية

### التسويق التفاعلي
يتيح للعملاء الفعليين والمتوقعين المشاركة في عملية بناء صورة العلامة التجارية في سوق معيّنة أو استهداف مجموعة بذاتها. بفضل قدرة العميل على "قطع" اتصالات العلامة التجارية وإكمال رسالتها أو تعديلها للتناسب مع إدراكه، يتم التعهد الجماعي لعملية إنشاء العلامة التجارية نفسها للمجموعة المستهدفة الرئيسية مع تدخل مدير العلامة التجارية أو بدونه. ووفقًا لرئيس مجلس إدارة مؤسسة Situation Interactive، داميان بازادونا، "فإن العملاء يتمتعون بإمكانية وصول غير مسبوقة إلى المعلومات حول الشركات. ومع تعريف العلامات التجارية أكثر بالأفعال وليس بمجرد الكلمات، فإن نمو الشبكات الاجتماعية ومحركات البحث وأجهزة الهواتف يوفر لعملائنا قوة أكبر، لذا فمن المهم أن تبدي الحب للعملاء وأن تعامل الموظفين مثل معاملة الذهب وأن تظهر عاطفة تجاه ما تقوم به المؤسسة.

### التفاعل مقابل اتصالات التسويق أحادية الجانب
العلامة التجارية التي لا تتصل بعملائها إلا عبر وسائط جماعية أحادية الاتجاه تقوم بحوار أحادي الجانب ولن يمكن سماعها بشكل نشط من قِبل جمهورها. وتحدث الاتصالات التفاعلية عندما يولي كلا الجانبين اهتمامًا بالجانب الآخر، وينشئ حوارًا. ومن القواعد الأساسية للحصول على حوار تفاعلي جيد، القدرة على مقاطعة الطرف الآخر في أي وقت.

### تسويق العقارات التفاعلي
يرجع الانتقال إلى التسويق التفاعلي بشكل كبير إلى معدلات استجابة العملاء واكتساب العملاء الكبيرة.
فعلى سبيل المثال، في تسويق العقارات التفاعلي، يمكن للعملاء عرض وتجربة عملية بناء كاملة وكذلك عرض وتجربة واجهة ديناميكية وتفاعلية بالكامل أثناء مراحل الإنشاء المجردة. ويتم تحسين تفاعل العملاء مع المشروع المتوقع وفهمهم له بشكل كبير، مما يؤدي إلى ثقة أعلى أثناء عملية الشراء. وفي نفس الوقت، يمكن للتقنية التفاعلية التقاط إحصائيات العملاء، بما ذلك استخدام المعلومات والاهتمامات بطريقة غير متطفلة، والتي يمكن استخدامها بعد ذلك لاستهداف العميل بشكل منفرد في الحال أو في مرحلة لاحقة.

### التسويق التفاعلي - جاذبية الموقع
1. يُعد فهم سلوك المستخدم مهمًا في تصميم الموقع نفسه. وهذا يُشار إليه بجاذبية الموقع.
2. يمكن لمستخدم تحديد قرارات حول قيمة متابعة زيارة موقع ويب أو تركها؛ وهذه القرارات تستند إلى قيمة الصفحة الحالية، والتي تحدد افتراضات حول قيمة الصفحات غير المرئية.